# Absolute Null Punkt
Pour les articles homonymes, voir ANP.
Absolut Null Punkt (souvent abrégé en ANP) est un groupe de rock japonais fondé par KK. Null et Seijiro Murayama en 1984. La musique d'ANP incorpore des éléments du free jazz, du hard rock, de la musique industrielle et du glitch. Le groupe s'est séparé en 1987 mais s'est reformé en 2003 pour donner une série de concerts, dont des enregistrements ont été rassemblés sur l'album Live in Japan sorti sur le label Important Records. Il a été suivi de Metacompound, première production en studio du groupe après 19 années de séparation, également publiée chez Important Records..
Absolut Null Punkt (Absoluter Nullpunkt) signifie zéro absolu en allemand, bien que l'expression soit à l'évidence un jeu de mots basé sur la similitude entre punkt et punk.

## Discographie
Tous les disques sont parus chez NUX Organization, le label de KK. Null.

### Albums
- Ultrasonic Action [1993]
- Absolut Null Punkt [2004]
- Univers Noir [2006]

### LPs
- Ultima Hyper Drugs [1986]
- Ultrasonic [1986]
- Ultima Action [1987]
- Killsonic Action [1987]

### Cassettes
- Absolut Null Punkt [1984]
- Dyspareunia [1984]

## Sources/Références
- (en) Cet article est partiellement ou en totalité issu de l’article de Wikipédia en anglais intitulé « Absolute Null Punkt » (voir la liste des auteurs).